# Universitätsbibliothek Heidelberg

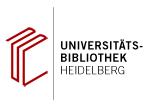
Logo der Universitätsbibliothek

Die Universitätsbibliothek Heidelberg ist die Zentralbibliothek im Bibliothekssystem der Ruprecht-Karls-Universität Heidelberg. Als wissenschaftliche Universalbibliothek ist ihre Aufgabe die umfassende Literatur- und Informationsversorgung der Angehörigen der Universität Heidelberg (Baden-Württemberg). Gleichzeitig stellt sie Literatur und Information für andere Hochschulen in Heidelberg (Pädagogische Hochschule, Hochschule für Jüdische Studien) und für die Einwohner der Stadt und der Region bereit. Sie nimmt am deutschen und internationalen Leihverkehr teil.

## Geschichte

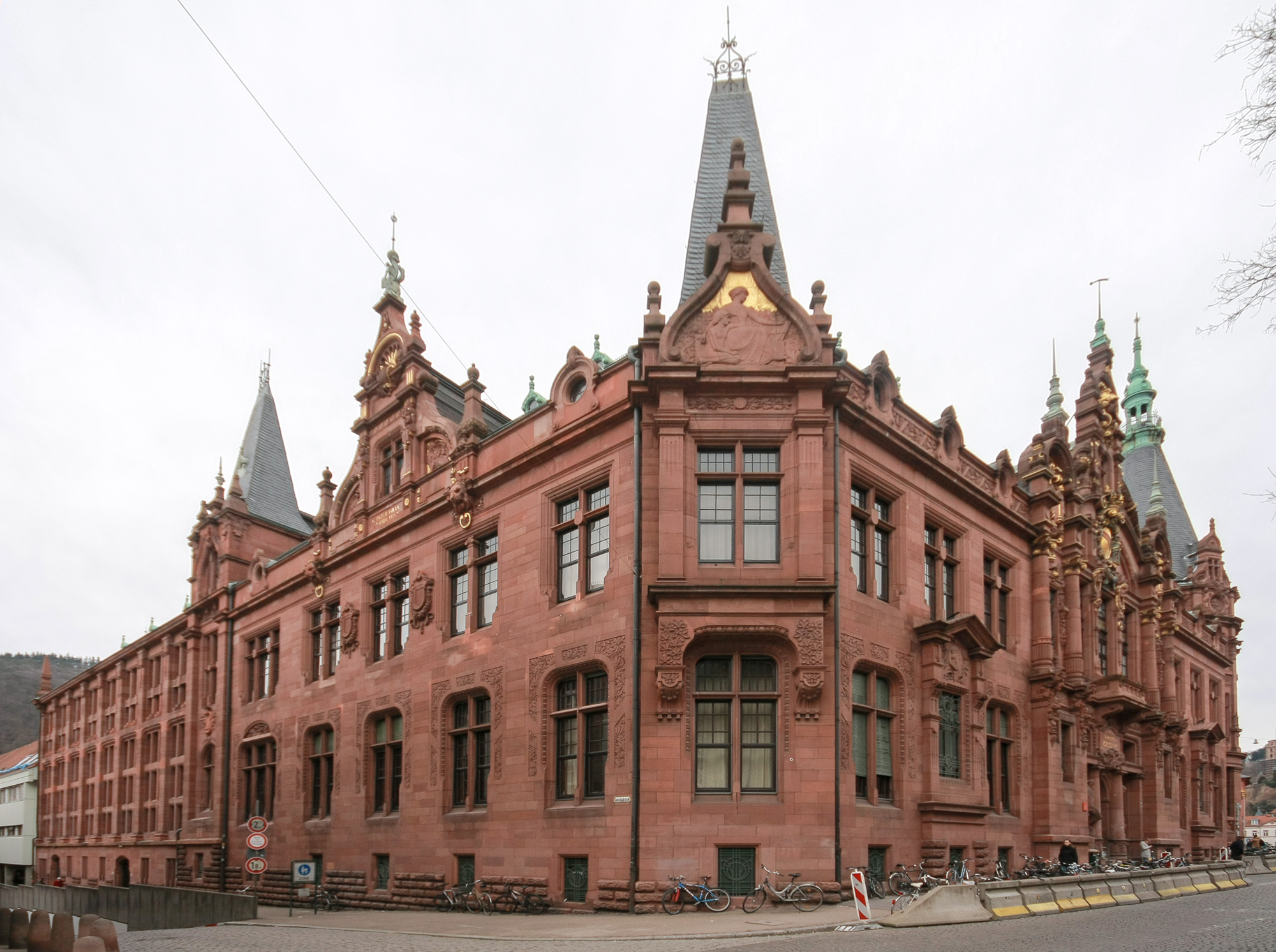
Die Universitätsbibliothek gesehen von S/W, mit Blick auf die Einfahrt zur Tiefgarage in der Sandgasse und auf das Portal der Bibliothek, den Haupteingang, gegenüber der Peterskirche

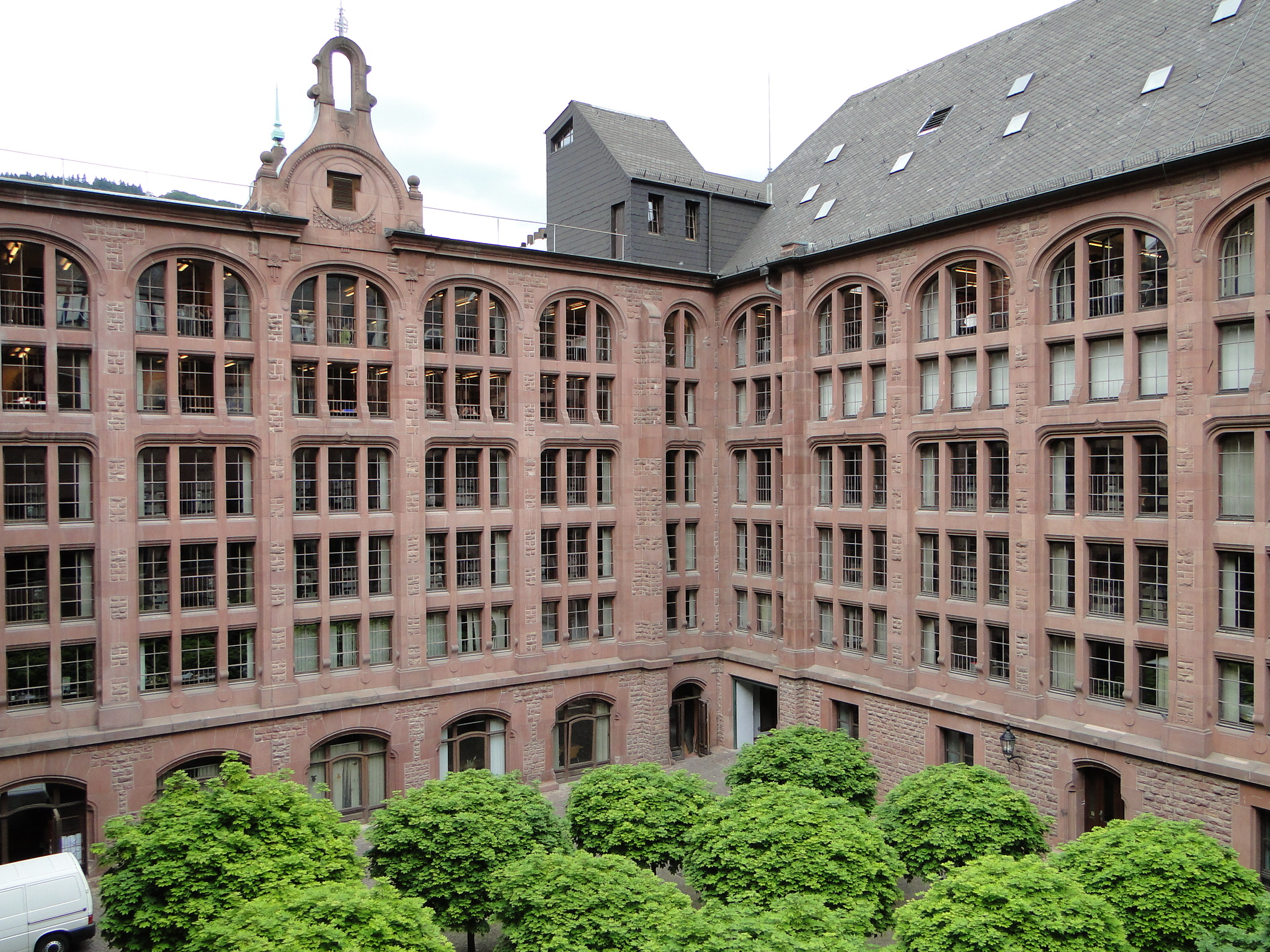
Innenhof

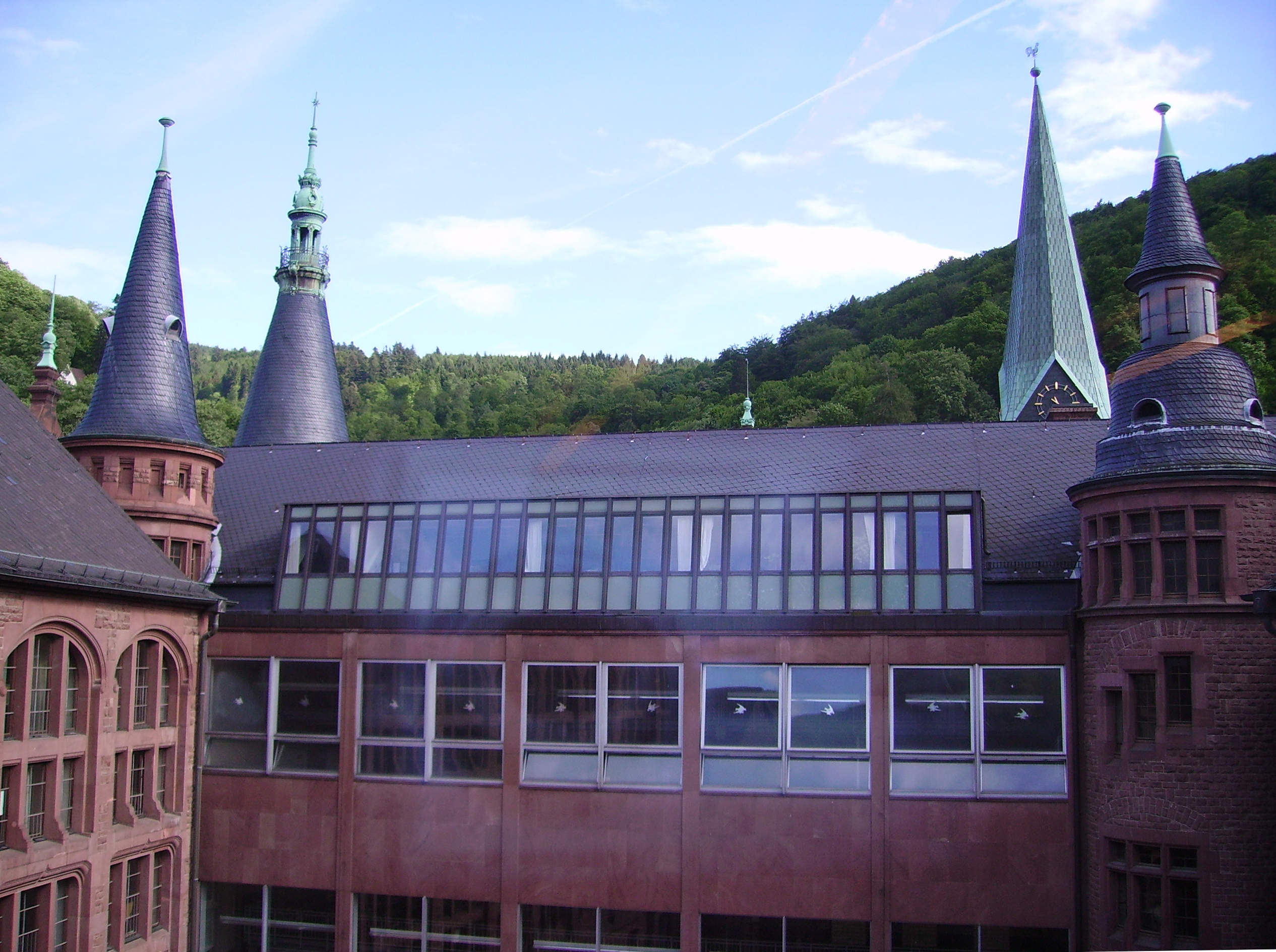
1954 anstelle der abgerissenen Hoffassade errichtete Innenhofwand und Dachgeschoss

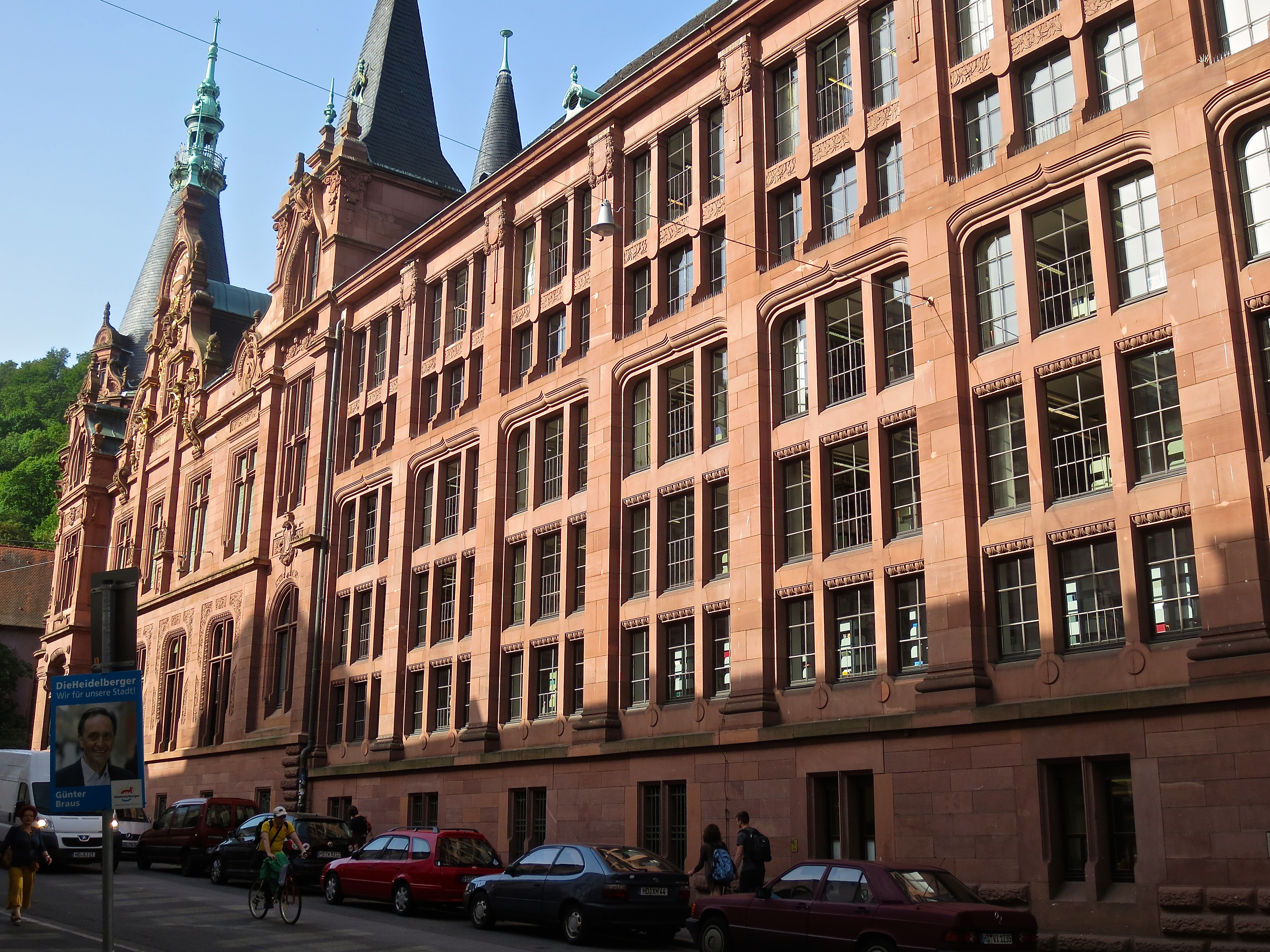
Ostfassade entlang der Grabengasse

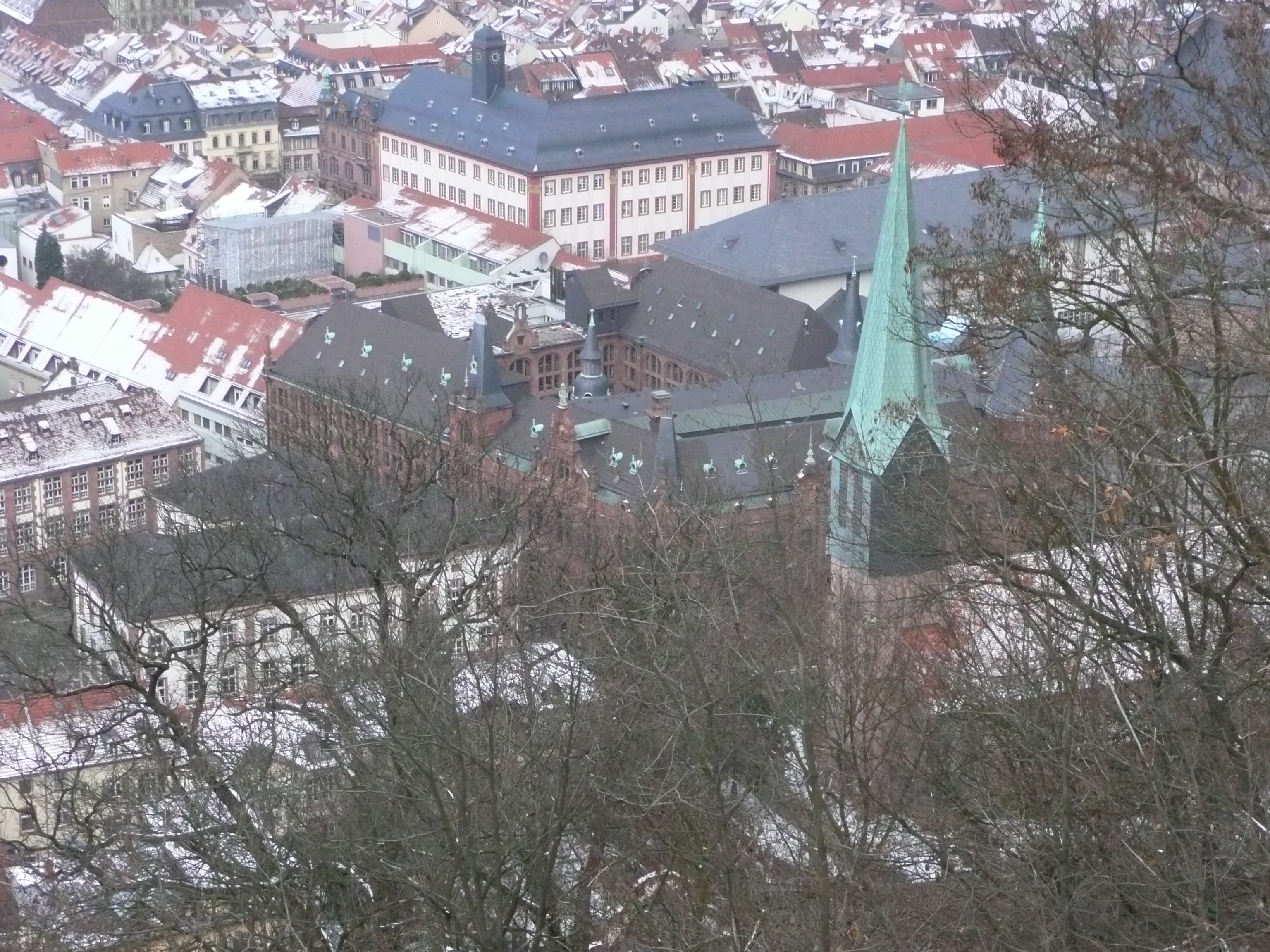
Die Universitätsbibliothek Heidelberg aus der Vogelperspektive, gewährt auch einen Blick auf die Alte Universität und auf die Peterskirche

Die Universitätsbibliothek Heidelberg ist die älteste Universitätsbibliothek Deutschlands. Ihre Entstehung reicht in das Gründungsjahr der Universität Heidelberg 1386 zurück. Bereits im späten 14. und frühen 15. Jahrhundert entstanden im Bereich der Universität drei Bibliotheken: die Büchersammlung der Artistenfakultät, die der höheren Fakultäten und die der Stiftskirche (Heiliggeistkirche). Den Grundstock der Fakultätsbibliotheken bildeten fast ausschließlich Nachlässe von Professoren. Auch die Bibliothek der Stiftskirche stand für wissenschaftliche Studien zur Verfügung. Ihren entscheidenden Ausbau verdankte sie Kurfürst Ottheinrich (1556–1559). Er ließ die im Heidelberger Schloss aufgestellten Bücher in die Heiliggeistkirche bringen und bestimmte testamentarisch die endgültige Vereinigung der Bestände an diesem Ort. Damit legte er den Grundstein der Bibliotheca Palatina, die – ergänzt durch die reichhaltige Bibliothek Ulrich Fuggers – innerhalb weniger Jahrzehnte Weltruhm erlangte.
Nach der Eroberung Heidelbergs durch die Truppen unter Tilly im September 1622 während des Dreißigjährigen Krieges schenkte der siegreiche Herzog Maximilian I. von Bayern die Bibliotheca Palatina Papst Gregor XV. Mehr als 3.700 Handschriften und ca. 13.000 Druckschriften wurden in den Vatikan nach Rom verbracht. Der Wiederaufstieg der Universitätsbibliothek begann mit der Reorganisation der Universität zu Beginn des 19. Jahrhunderts. Die Zuweisung von Bibliotheken säkularisierter Klöster (Salem und Petershausen) legte hierfür den Grundstein. Bemühungen um die Rückgewinnung der Bibliotheca Palatina führten 1816 zu einem Teilerfolg: 847 deutsche Handschriften aus dem Vatikan und einige von dort zwischenzeitlich nach Paris abgegebene lateinische und griechische Werke kamen wieder nach Heidelberg. 1888 kehrte im Rahmen eines Tauschgeschäfts auch der auf Umwegen in die Königliche Bibliothek in Paris gelangte Codex Manesse nach Heidelberg zurück.

### Hauptgebäude in der Altstadt
Ende des 19. Jahrhunderts stand die Bibliothek erstmals unter der Leitung eines Berufsbibliothekars: Karl Zangemeister (1837–1902). In seiner Amtszeit wurde auch der Bibliotheksneubau begonnen. Das Gebäude wurde 1905 eröffnet und wird bis zum heutigen Tag genutzt. Architekt war der Karlsruher Oberbaudirektor Josef Durm (1837–1919). Die figürlichen und ornamentalen Arbeiten an den Fassaden wurden von den Karlsruher Bildhauern Hermann Volz (1847–1941) und Hermann Binz (1876–1946) unter Beteiligung von Conrad Keller aus Wiesloch und weiterer Bildhauer ausgeführt. Die große, einen offenen Innenhof umschließende, vierflügelige Anlage wurde mit reich gegliederten Fassaden aus Sandstein versehen. Aufgrund des hohen Platzbedarfs teilte Durm die Anlage in zwei getrennte Funktionseinheiten, den Magazintrakt mit relativ einfach gehaltenen Fassaden und den architektonisch reich gestalteten, schlossartigen Verwaltungstrakt. Dieser nimmt mit seiner renaissancehaften Dekoration die Kleinteiligkeit der Heidelberger Altstadtarchitektur auf. Der mächtige, einst mit einem Kupferhelm bedeckte runde Eckturm an der Südostecke ist ein Zitat des oberhalb der Stadt liegenden Schlosses.
Der Bau ist vom Stilpluralismus des Späthistorismus geprägt. Elemente der deutschen und französischen Renaissance sind mit der Formensprache des Jugendstils verbunden. Dazu gehören eine Darstellung von Prometheus mit dem Adler links des Haupteingangs und eine verschleierte Jungfrau rechts davon. Über der schmiedeeisernen Tür prangt der pfälzische Löwe mit der Aufschrift Universitätsbibliothek. Den zentralen Giebel der Hauptfassade schmückt eine Kopfskulptur von Pallas Athene, am Giebel der Westfassade findet sich eine Darstellung des Weltgeistes, über dessen Haupt Blattwerk, eine Weltkugel und neun Sternen angeordnet sind.
1954 wurde erfolgten größere Umbaumaßnahmen, die die Nutzungs- und Arbeitsbedingungen in der Bibliothek verbessern sollten. Dabei wurde die Nordwand des Lesesaals eingerissen und durch eine neue, in den Innenhof vorversetzte Wand ersetzt. Die prächtigen und symbolreichen Stukkaturen des Lesesaal wurden dabei ebenso zerstört wie eine der Hoffassaden. Durch Einziehen einer Zwischendecke und Anheben des Schrägdaches entstanden übereinander zwei Säle.
Im Mai 1971 wurde das Gebäude unter Denkmalschutz gestellt.

### Neubauten, Erweiterungen und Sanierungen

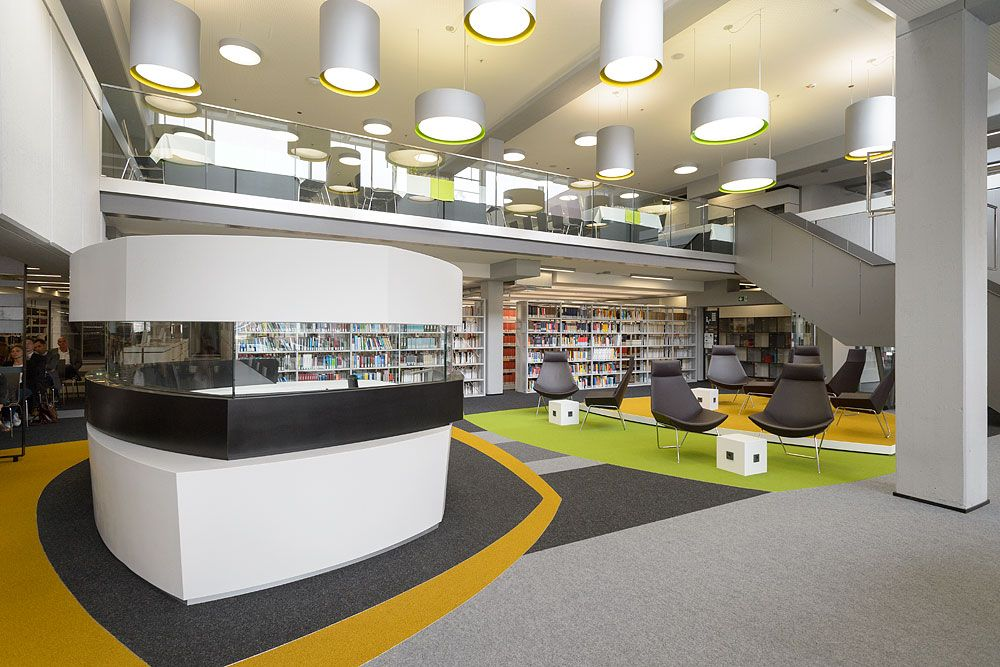
Universitätsbibliothek Heidelberg, Triplex-Lesesaal

Seit 1978 versorgt eine Zweigstelle der Universitätsbibliothek im Neuenheimer Feld die dortigen naturwissenschaftlichen und medizinischen Institute. Sie wurde in den 1990er Jahren erweitert. 1988 erfolgte eine Teilrenovierung der Hauptbibliothek Altstadt. 1991 wurde das Tiefenmagazin für ca. 2 Mio. Bücher unter dem Hof der Neuen Universität fertig gestellt.
Seit 2009 erfolgte das Bauprojekt der Norderweiterung der Universitätsbibliothek in dem angrenzenden Gebäudekomplex, dem sogenannten Triplex-Gebäude. Die Baumaßnahmen wurden im April 2015 beendet. Im Juli 2015 wurde der neue Triplex-Lesesaal eröffnet. 2016–2019 erfolgte die Sanierung des Informationszentrums Altstadt (IZA) und des Multimediazentrums (MMZ).
Oberbibliothekare bzw. (seit 1912) Direktoren der Universitätsbibliothek Heidelberg
| - Friedrich Wilken (1808–1817) - Friedrich Christoph Schlosser (1817–1825) - Franz Josef Mone (1825–1827) - Joseph Eiselein (1827–1833) - Johann Christian Felix Bähr 1833–1872 - Karl Zangemeister (1873–1902) - Jakob Wille (1902–1922) - Rudolf Sillib (1922–1934) - Hermann Finke (1934–1935, Kommissarische Leitung) - Karl Preisendanz (1935–1945) - Hermann Finke (1945–1947, Kommissarische Leitung) | - Joseph Deutsch (1947–1952) - Walter Bauhuis (1952–1953, kommissarische Leitung) - Carl Wehmer (1953–1965) - Walter Koschorreck (1965–1978) - Walter Henß (1977–1979, Kommissarische Leitung) - Elmar Mittler (1979–1990) - Wilfried Werner (1990–1991, Kommissarische Leitung) - Hermann Josef Dörpinghaus (1991–2001) - Gisela Weber (2001–2002, Kommissarische Leitung) - Veit Probst (2002–2023) - Jochen Apel (2023- ) |

## Bibliothekssystem
Das Bibliothekssystem Heidelberg umfasst mit der Universitätsbibliothek (Hauptbibliothek Altstadt und Zweigstelle im Neuenheimer Feld) und den dezentralen Bibliotheken insgesamt 37 Bibliotheken und rund 178 Personalstellen. Das System ist nach dem Prinzip der funktionalen Einschichtigkeit strukturiert. Die Koordination und Organisation der dezentralen Bibliotheken liegt bei der Universitätsbibliothek als Zentralbibliothek. Der Gesamtbestand des Bibliothekssystems umfasst rund 6,1 Mio. Medien; davon ca. 5.800 laufend gehaltene gedruckte Zeitungen und Zeitschriften, ca. 155.500 E-Journals im Volltext, ca. 3.800 Datenbanken und 920.000 E-Books im Universitätsnetz (Zahlen von 2024).

## Bestand und Nutzung
Die Universitätsbibliothek Heidelberg verfügt über einen Bestand von 3,2 Mio. Medien, davon ca. 980.000 Bände gedruckter Altbestand mit Erscheinungsjahr bis 1900 und über 501.000 Non-Book-Materialien. Im Jahr 2023 gab es einen Zugang von ca. 30.000 Bücher und Zeitschriften sowie etwa 400 Non-Book-Medien und 113.000 digitale Medien. Darüber hinaus haben im selben Jahr ca. 44.800 aktive Benutzer ca. 691.000 Ausleihen aus dem Bestand der Universitätsbibliothek Heidelberg getätigt. Die Universitätsbibliothek stellt rund 1.100 Lese- und Arbeitsplätze in der Hauptbibliothek Altstadt und rund 320 Lese- und Arbeitsplätze in der Zweigstelle im Neuenheimer Feld bereit; darunter auch viele mit PCs ausgestattete EDV-Arbeits- bzw. Rechercheplätze. Es ist ein flächendeckendes WLAN vorhanden.

### Handschriften, Alte Drucke und Rara

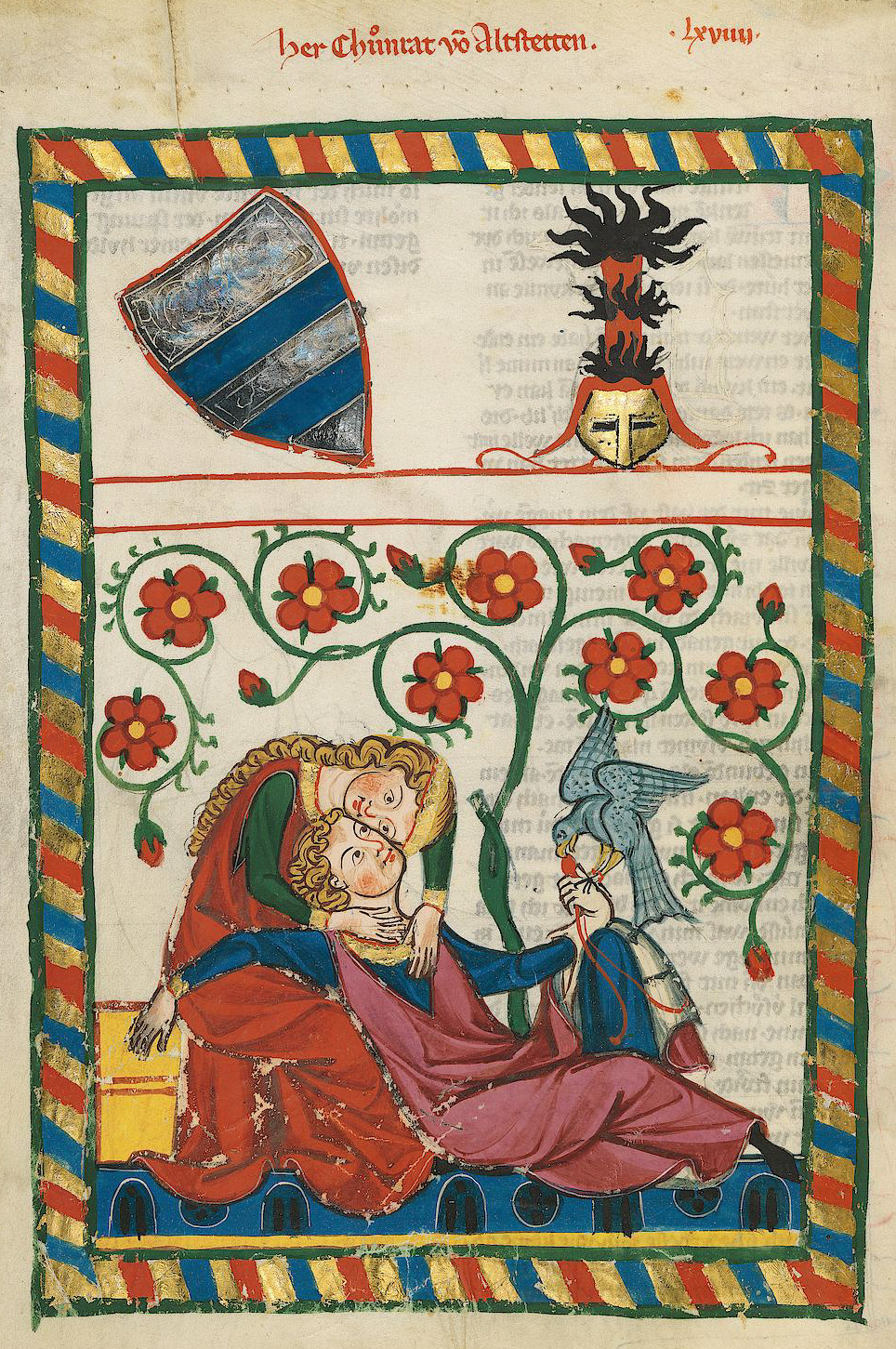
Codex Manesse, Konrad von Altstetten

Die Universitätsbibliothek Heidelberg verfügt über eine Rara-Sammlung mit 6.900 Handschriften, 1.800 Inkunabeln, 110.600 Autografen sowie eine Sammlung alter Karten, grafischer Blätter, Zeichnungen und Fotografien. Die Ursprünge der Bibliotheca Palatina mit Handschriften des 9.–17. Jahrhunderts reichen bis in das Gründungsjahr der Universität 1386 zurück. Unter den Manuskripten hebt sich der Codex Manesse (Cod. Pal. germ. 848) hervor. Die Große Heidelberger Liederhandschrift entstand zwischen 1300 und 1340 in Zürich und ist die umfangreichste Sammlung mittelhochdeutscher Lied- und Spruchdichtung. Auf 426 Pergamentblättern enthält der Codex fast 6.000 Strophen von 140 Dichtern. 137 Sängern ist eine ganzseitige Miniatur gewidmet.
Weiterhin im Bestand sind die überwiegend lateinischen Handschriften des 10.–18. Jahrhunderts aus den Klosterbibliotheken Salem und Petershausen, die sogenannten Heidelberger Handschriften (hauptsächlich neuzeitliche Handschriften sowie eine Vielzahl von Autografen und Nachlässen), Handschriften aus dem Vermächtnis des Londoner Buchhändlers Nikolaus Trübner (Sammlung Trübner) sowie Urkunden, Inkunabeln und Alte Drucke. Die Grafische Sammlung enthält Ansichten und Porträts in Zeichnungen, Holzschnitten, Kupfer- und Stahlstichen, Radierungen und Fotografien.
Die Sondersammlungen werden durch ausführliche Beschreibungen in Spezialkatalogen erschlossen. Darüber hinaus stehen viele Handschriften, Inkunabeln und Rara in digitalisierter Form über das Internet zur Verfügung.

### Elektronische Bibliothek und Publikationsdienste
Die elektronische Bibliothek umfasst ca. 155.500 E-Journals im Volltext, ca. 3.800 Datenbanken und 920.000 E-Books. Ein großer Teil der rund 6,2 Mio. Medien des Bibliothekssystems ist im Online-Katalog HEIDI erfasst. HEIDI basiert auf dem Open-Source-Framework Apache Lucene und ist speziell auf die Anforderungen eines Bibliothekskatalogs zugeschnitten.
Die Universitätsbibliothek Heidelberg betreibt ein Digitalisierungszentrum. Auf speziell angefertigten Buchtischen (Grazer Buchtisch) werden Teile des historischen Bestandes digitalisiert. Alle Handschriften der Bibliotheca Palatina sind als Online-Digitalisate im Internet zugänglich (848 deutschsprachige Palatinahandschriften, 2.030 lateinische, 423 griechische, 267 hebräische und 20 Handschriften in weiteren Sprachen). Die Digitalisierung der deutschsprachigen und lateinischen Codices der Bibliotheca Palatina wurde durch die Manfred Lautenschläger-Stiftung gefördert. Die Universitätsbibliothek Heidelberg und die Vatikanische Apostolische Bibliothek arbeiteten bei der Digitalisierung zusammen. Ein Teilprojekt war die virtuelle Rekonstruktion der Klosterbibliothek Lorsch.
Der Heidelberger Dokumentenserver heiDOK ist eine Open-Access-Plattform, die den Angehörigen der Universität die Möglichkeit bietet, kostenlos im WWW zu publizieren. Das multimediale Archiv, das auf dem System EPrints basiert, ist DINI-zertifiziert. Auf Basis der Software Open Journal Systems ist es auch möglich, E-Journals zu erstellen und zu verwalten. Mit heidICON stellt die Universitätsbibliothek eine zentrale Objekt- und Multimediadatenbank für die Universität Heidelberg bereit. Die Universitätsbibliographie heiBIB verzeichnet als zentraler Publikationsnachweis die wissenschaftlichen Veröffentlichungen der Mitglieder der Universität Heidelberg. Mit Heidelberg University Publishing – heiUP wurde 2015 ein Universitätsverlag zur Veröffentlichung qualitätsgeprüfter wissenschaftlicher Publikationen im Open-Access gegründet, der organisatorisch an der Universitätsbibliothek angesiedelt ist.

### Fachinformationsdienste

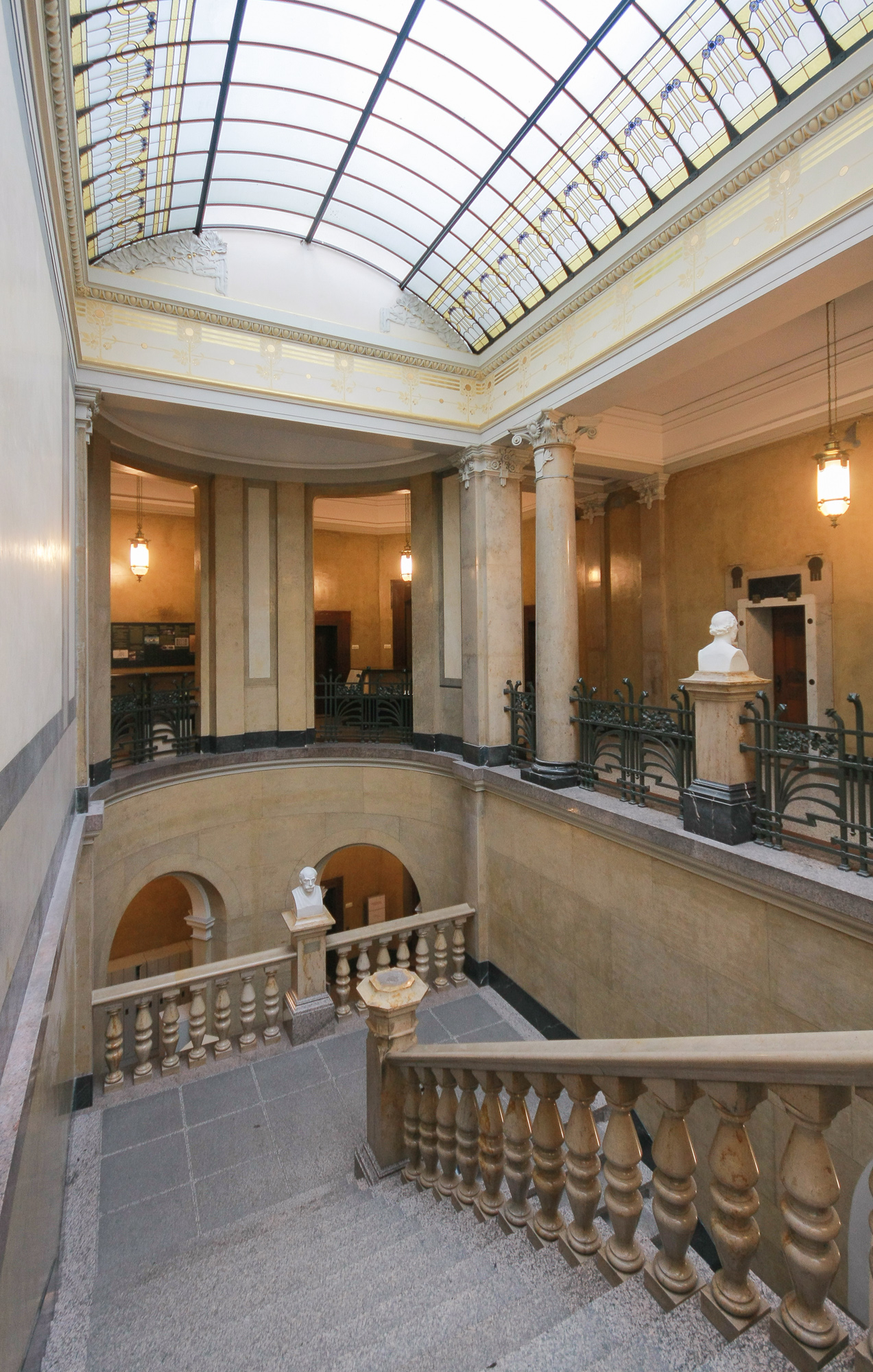
Treppenhaus der Universitätsbibliothek

Die Universitätsbibliothek Heidelberg betreut im Rahmen des von der Deutschen Forschungsgemeinschaft (DFG) geförderten, kooperativen Systems der überregionalen Literatur- und Informationsversorgung die Fachinformationsdienste (FID) Ägyptologie, Klassische Archäologie, Europäische Kunstgeschichte bis 1945 und Allgemeine Kunstwissenschaft sowie Südasien. Die Bibliothek hat zur Aufgabe, für die betreuten Fachbereiche die deutsche und ausländische wissenschaftliche Literatur möglichst vollständig zu sammeln, zu erschließen und über die Fernleihe zur Verfügung zu stellen.
Ziel der DFG-geförderten Fachinformationsdienste ist der Nachweis von wissenschaftlicher Fachinformation ohne Medienbruch – und, wenn möglich, der direkte Zugang hierzu. Ein Element stellt die Metasuche über fachliche Spezialkataloge und Datenbanken dar. Die Fachinformationsführer erschließen fachlich relevante und qualitativ hochwertige Internetquellen. Historische Sammlungen werden sukzessive digitalisiert und frei über die Fachportale angeboten. Alle drei Virtuelle Fachbibliotheken bieten fachliche Publikationsplattformen.

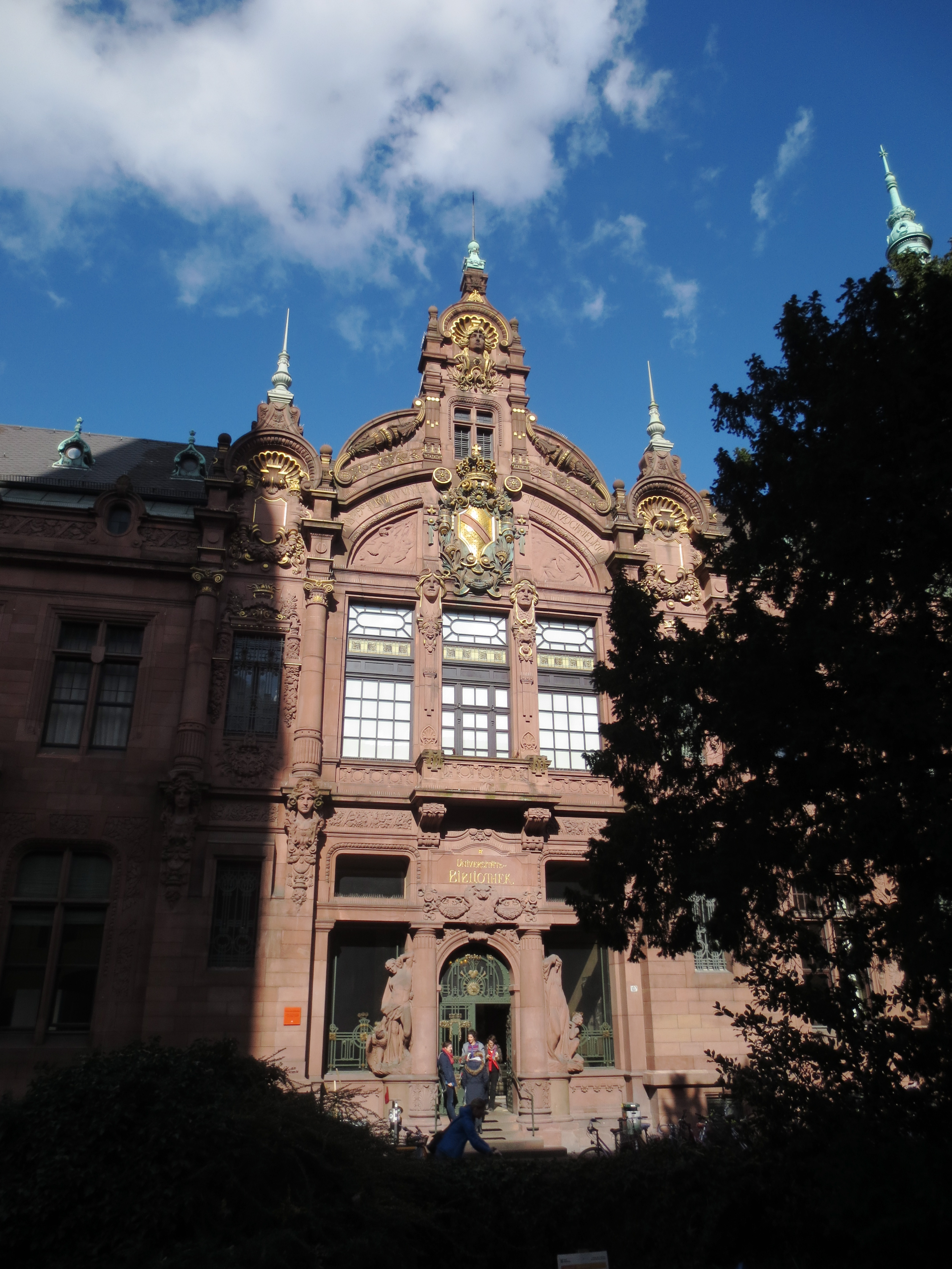
Portal der Universitätsbibliothek, die beiden Monumentalskulpturen rechts und links der Säulen, die optisch die beiden schmiedeeisernen Türflügel fassen, sind ein Werk des Bildhauers Conrad Keller, sie stellen den an die linke Säule gefesselten Prometheus mit dem Adler dar und an die rechte Säule gelehnt die Weisheit, verkörpert in Schleier gehüllter jungfräulicher Gestalt, den zu ihren Füßen ruhenden Knaben belehrend

- arthistoricum.net, Fachinformationsdienst Kunst, Fotografie, Design, ist ein modular aufgebautes Internetportal für die kunsthistorische Forschung und Lehre. arthistoricum.net ist ein Kooperationsprojekt der SLUB in Dresden und der Universitätsbibliothek Heidelberg in Zusammenarbeit mit dem Institut für Kunstgeschichte der Ludwig-Maximilians-Universität München sowie weiteren Partnern.
- Propylaeum Fachinformationsdienst Altertumswissenschaften, stellt Fachinformationen für den Bereich der Altertumswissenschaft bereit; derzeit für die Fächer Ägyptologie, Altorientalistik Alte Geschichte, Klassische Archäologie, Klassische Philologie, Vor- und Frühgeschichte, Byzantinistik und Mittel- und Neulateinische Philologie. Propylaeum ist ein Gemeinschaftsprojekt der Bayerischen Staatsbibliothek München, der Universitätsbibliothek Heidelberg, des Instituts für Klassische Philologie der Humboldt-Universität Berlin und der Universitätsbibliothek Tübingen. Weitere Kooperationspartner sind das Deutsche Archäologische Institut und der Lehrstuhl für Alte Geschichte der Katholischen Universität Eichstätt.
- FID4SA – Fachinformationsdienst Südasien wird von der Universitätsbibliothek Heidelberg in Zusammenarbeit mit dem Südasien-Institut der Universität Heidelberg betrieben und richtet sich mit seinen Informationsservices an die transdisziplinäre Südasien-Forschung.

## Ausstellungen
Dauerausstellung:
- Skriptorium: Die Arbeitstechniken in mittelalterlichen Skriptorien (Schreibstuben), die Gewinnung von Farb- und Bindemitteln, die verwendeten Schreibgeräte und die Herstellung von Pergament werden in anschaulich gestalteten Vitrinen und Schautafeln gezeigt.
- Bereich der wechselnden Ausstellungen wegen Bauarbeiten derzeit geschlossen (Stand: 02/2023)

## Literatur

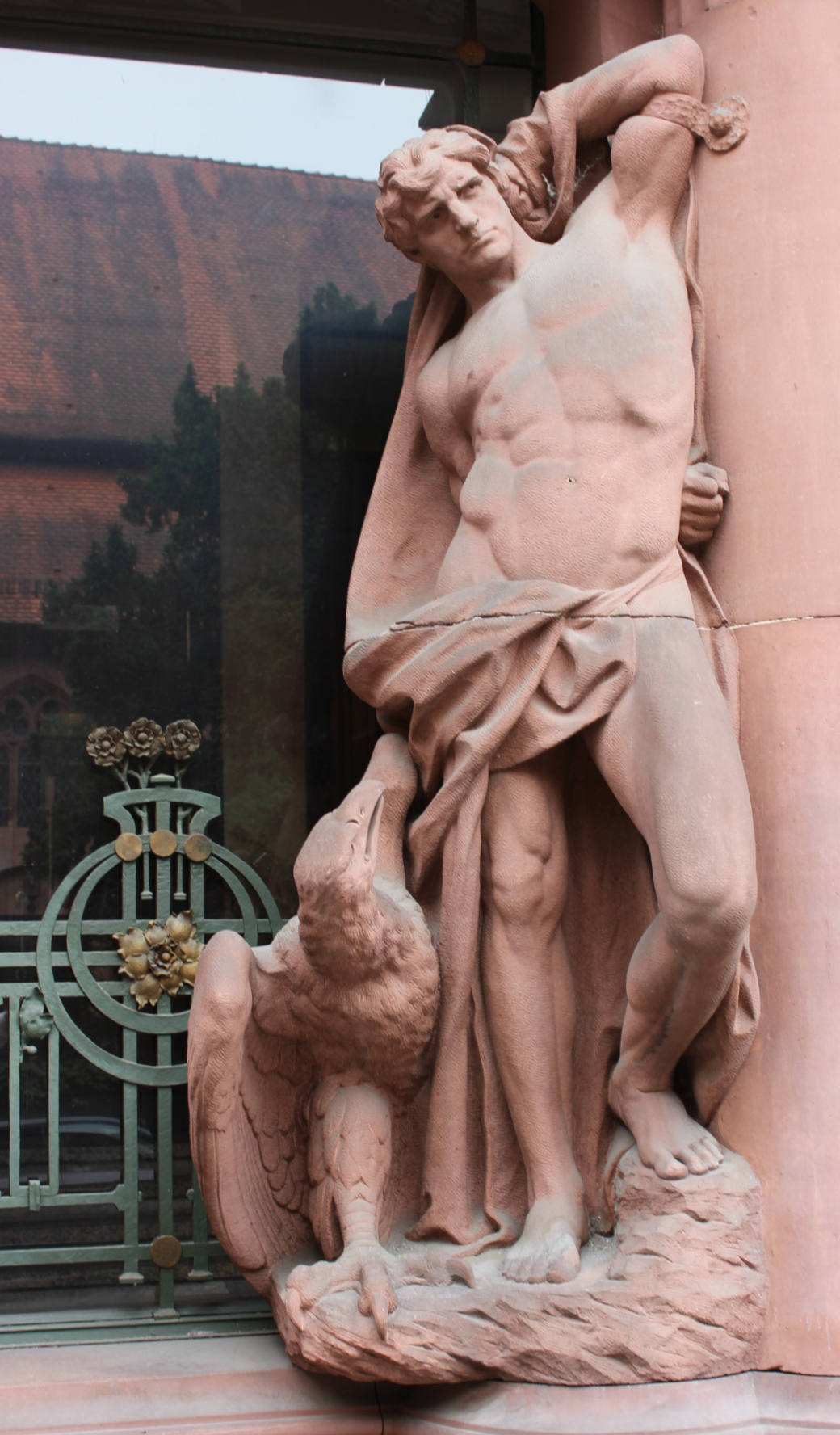
Der gefesselte Prometheus am Eingang der Universitätsbibliothek

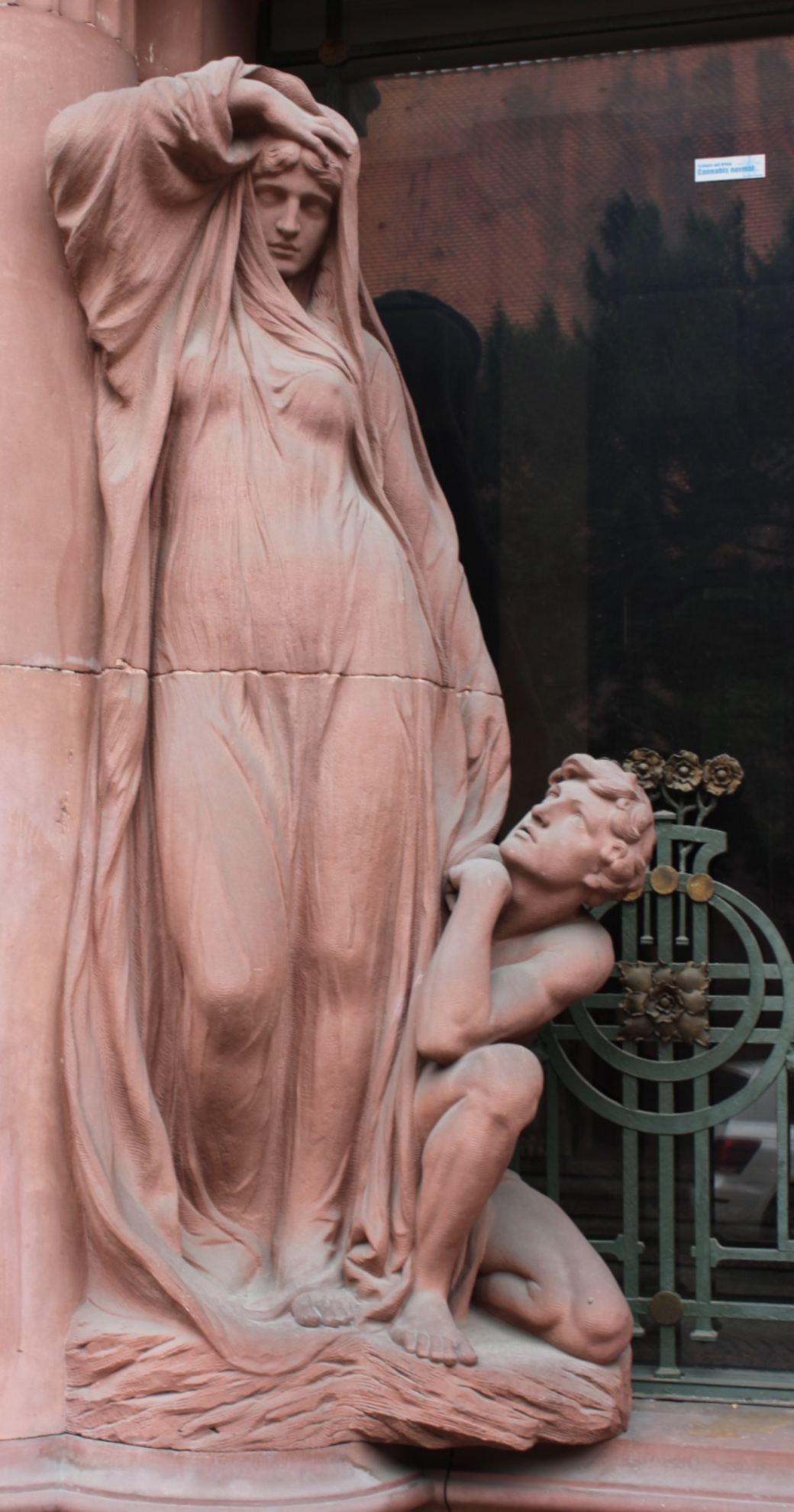
Jungfrau mit Knaben am Eingang der Universitätsbibliothek